# Epipona
Epipona  (лат.) — род общественных ос семейства Vespidae.

## Распространение
Неотропика: от Мексики до Боливии.

## Описание
Осы бурого или чёрного цвета, блестящие. Клипеус двузубчатый. Гнёзда в кронах деревьев.
У двух исследованных видов обнаружен кастовый полиморфизм: Epipona tatua (Richards
1978; Noll and Wenzel 2008) и E. guerini (Hunt et al. 1996). У этих видов матки крупнее рабочих особей.

## Систематика
5 видов (Richards, 1978). Относится к трибе Epiponini.
- Epipona media Cooper, 2002[5]
- Epipona niger (Brèthes, 1926)[6]
- Epipona quadrituberculata (Gribodo, 1892)[7]
- Epipona guerini (de Saussure, 1854)
- Epipona tatua (Cuvier, 1797)typus (=Vespa tatua Cuvier, 1797; = Vespa morio Fabricius, 1798)